# Kalevipoegmuseum
Het Kalevipoegmuseum is een museum gelegen in het Estse dorp Kääpa en is volledig gewijd aan het Estse volksepos Kalevipoeg. Het herbergt een collectie materialen die verband houden met de legende van Kalevipoeg. De tentoonstelling stelt bezoekers in staat om belangrijke delen van het epos te herbeleven, zoals het verhaal van het beroemde koninklijke zwaard en de gebeurtenissen bij de poorten van de hel. Naast het presenteren van kunstwerken die de held Kalevipoeg afbeelden, kunnen bezoekers ook luisteren naar vertellingen van het epos en deelnemen aan avontuurlijke activiteiten, zoals een reis op het schip "Lennuk" en het verkennen van het landschap dat rijk is aan de sporen van Kalevipoeg. Het museum, dat in 2001 werd opgericht en in 2002 werd geopend, bevindt zich in het voormalige Saare schoolgebouw. Het wordt beheerd door de Stichting Kalevipoeg Koda.